# Снежный баран

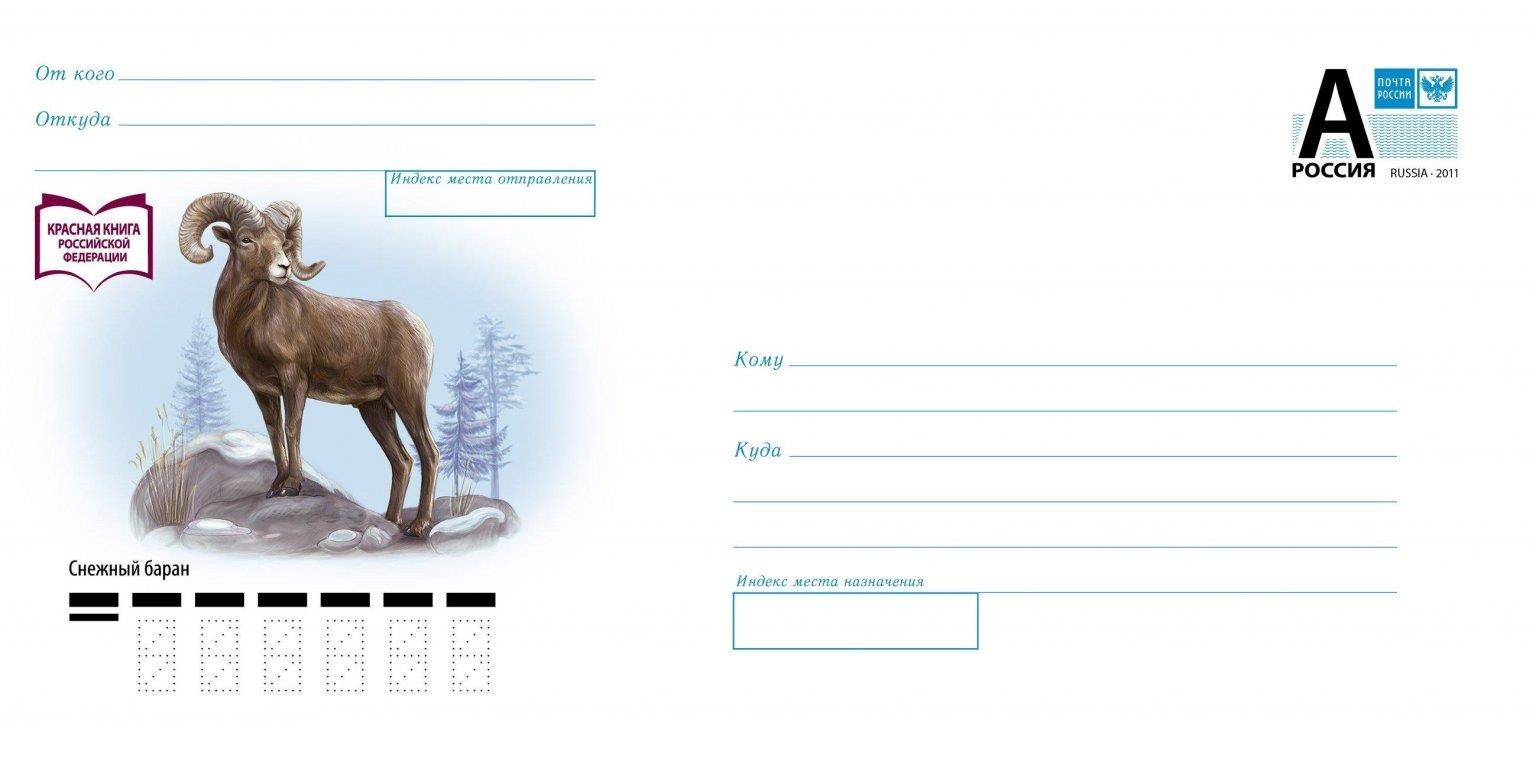
Снежный баран. Почтовый конверт России, 2022 год

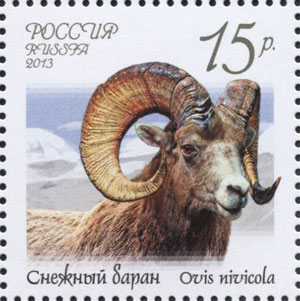
Снежный баран на почтовой марке России, 2013 год

Снежный баран, или чубук, или толсторог (лат. Ovis nivicola — «баран, обитающий в снегу») — вид парнокопытных из рода баранов. Распространён в Восточной Сибири.
Некоторые авторы не выделяют снежного барана в отдельный вид, а относят его к толсторогам (Ovis canadensis) в качестве подвида Ovis canadensis nivicola.

## Внешний вид
Баран средних размеров и плотного телосложения. Голова небольшая, с короткими ушами (длиной до 11 см), шея короткая и толстая. Конечности также довольно короткие и толстые. У взрослых самцов длина тела составляет 140—188 см, высота в холке — 76—112 см, масса — 56—150 кг. Самки несколько мельче, длина их тела 126—179 см, высота в холке — 76—100 см, масса — 33—68 кг. Наиболее крупные представители вида встречаются на Камчатке и на Чукотке.

## Генетика
В диплоидных клетках у представителей данного вида содержится 52 хромосомы. Это меньше, чем у остальных современных видов баранов.

## Образ жизни
Снежные бараны питаются преимущественно высшими растениями, в основном травянистыми, также поедают лишайники и грибы. По подсчётам А. А. Данилкина на основе данных из научной литературы, снежные бараны употребляют в пищу более 320 видов растительности. С весны до начала осени основу рациона составляют различные травы (злаковые, бобовые, осоковые, гречишные и сложноцветные), в том числе питательная и доминирующая по биомассе пушица влагалищная. С начала осени рацион дополняют ягоды, лишайники и грибы (подберёзовики, маслята, сыроежки). Старые грибы, кишащие паразитическими личинками, служат дополнительным источником белков и витаминов. В снежный период бараны добывают себе пищу, раскапывая снег передними ногами. На это время основой их рациона становятся лишайники и засохшая трава. Поедают они и травы, остающиеся зелёными под снежным покровом, а также полыни, хвощи, плауны, мхи, кустарники и кустарнички (карликовые ивы, берёзы и т. д.) корневища и корни ряда растений, хвою лиственницы и кедрового стланика.

## Среда обитания
Важным фактором является доступность корма в зимнее время, которая зависит от характера снежного покрова. Местности с плотным снежным покровом или с высотой снежного покрова более 40 см непригодны для представителей данного вида.

## Распространение
Немногочисленные ископаемые остатки снежного барана обнаружены в отложениях плейстоцена и голоцена, их возраст достигает 40, а возможно и 100 тысяч лет. Насколько можно судить по этим находкам, в плейстоцене ареал данного вида был обширнее современного и простирался от Курильских и Алеутских островов, Камчатки и Сахалина на востоке до Кузнецкой котловины на западе. Он охватывал не только средне- и высокогорные районы, но и плоскогорья. Последующее сокращение ареала связано с увеличением высоты снежного покрова на плоскогорьях в результате потепления и увлажнения климата в начале голоцена. Крупные хищники и охотники также способствовали сокращению ареала. Так, на Курильских и Алеутских островах снежный баран был истреблён людьми несколько столетий назад.
Площадь современного ареала составляет около 1,4 млн км2. Он является очаговым и приурочен к горным районам. Снежный баран встречается в горах Камчатки, на Корякском нагорье, на Чукотке, в горах Верхоянской горной системы, в районе Станового хребта, на Становом нагорье и на севере Яблонового хребта. Отдельный западный участок ареала, удалённый на 1300 км от восточных участков, расположен в районе плато Путорана. В XIX веке границы этого участка могли достигать низовьев Енисея и гор Бырранга на Таймыре. Не исключено и проникновение снежного барана на Таймыр в XX веке.

## Охранный статус
В списке Международного союза охраны природы снежный баран отнесён к категории видов, находящихся под наименьшей угрозой.
По подсчётам различных исследователей в 1960—1990-е годы численность снежного барана находилась в пределах 30—97 тысяч особей. По официальным данным Главохоты РСФСР середины 1970-х годов она составляла не более 25—40 тысяч. В 2014 году Государственной службой учёта охотничьих ресурсов поголовье оценивалось в 73,6 тысяч.
В районе плато Путорана в 1970-е годы насчитывалось около 1—1,5 тысяч особей, в 1980-е поголовье увеличилось до 3,5 тысяч, а в начале XXI века достигло 6—6,5 тысяч.

## В филателии
- В 2013 году выпущена почтовая марка России.
- В 2022 году выпущен почтовый конверт России.